# Compartimento (farmacocinética)
En farmacocinética, un compartimento se refiere al volumen definido de fluidos corporales, típicamente del cuerpo humano, pero también de otros animales con múltiples sistemas orgánicos donde se espera quedan repartidos los fármacos luego de su absorción y distribución. El significado en esta área de estudio es diferente del concepto de compartimentos anatómicos, que están delimitados por fascias, la vaina de tejido fibroso que encierra los órganos de los mamíferos. En cambio, el concepto se centra en amplios tipos de sistemas fluídicos. Este análisis se utiliza en intentos de describir matemáticamente la distribución de pequeñas moléculas en organismos con múltiples compartimentos. Se pueden utilizar varios modelos multicompartimentales en las áreas de farmacocinética y farmacología, en apoyo de los esfuerzos en el descubrimiento de fármacos y en la ciencia ambiental. Este modelo explica el motivo por el cual el efecto de ciertos fármacos suele ser lento luego de su administración, una disociación aún entre el momento en que se alcanza la máxima concentración plasmática del fármaco y el momento de efecto máximo del medicamento.
En los seres humanos y los organismos relacionados, hay cinco compartimentos corporales principales: el plasma sanguíneo, los fluidos intersticiales, los tejidos grasos, los fluidos intracelulares y los fluidos transcelulares, el último de los cuales incluye los fluidos de la cavidad pleural (peritoneal). La distribución molecular en estos compartimentos correlaciona muy cercanamente con la biodisponibilidad de dichos compuestos. Los porcentajes relativos de masa corporal de estos se incluyen en la siguiente tabla.
| Compartimiento       | estimado % de masa corporal                   |
| -------------------- | --------------------------------------------- |
| plasma sanguíneo     | 5                                             |
| líquido intersticial | 16                                            |
| tejido adiposo       | 20 (ver también porcentaje de grasa corporal) |
| fluido intracelular  | 35                                            |
| fluido transcelular  | 2                                             |

La distribución en estos compartimentos depende de múltiples factores, incluyendo el grado de ionización del compuesto, su adherencia a proteínas, entre otros. Algunos medicamentos siguen una distribución monocompartimental, especialmente en infusiones intravenosas, como es el caso de aminoglucósidos. Ello conlleva a un amplio volumen de distribución y usualmente a una larga vida media. Lo mismo suele ocurrir con todo fármaco administrado directamente en algún fluido corporal, como el líquido cefalorraquídeo.